# 湯斯縣 (喬治亞州)
湯斯縣（英語：Towns County）是美國喬治亞州北部的一個縣，北鄰北卡羅萊納州。面積446平方公里。根據美國2000年人口普查，共有人口9,319人。縣治海亞瓦夕（Hiawassee）。
成立於1856年3月6日。縣名紀念聯邦眾議員、州長喬治·華盛頓·波那巴·湯斯（George Washington Bonaparte Towns）。